# Буковиця (Шкофя Лока)
Буковиця (словен. Bukovica) — поселення в общині Шкофя Лока, Горенський регіон, Словенія. Висота над рівнем моря: 395,3 м.